# 溝口直経
溝口 直経（みぞぐち なおつね）は、江戸時代中期の越後国新発田藩の世嗣。通称は式部、のち左京。

## 略歴
寛保3年（1743年）、7代藩主・溝口直温の三男（『寛政重修諸家譜』では長男）として誕生。母は松平信祝の娘。幼名は亀之助。諱は初め直韶、のち直経と改める。
正室所生のため嫡子とされたが、宝暦10年（1760年）に廃嫡された。代わって、庶兄・直養が世子となった。